# Bombus alpinus
Espèce
Statut de conservation UICN

 VU B2b(i,ii,iii,v)c(iv) : Vulnérable
Bombus alpinus, le bourdon alpin, est une espèce de bourdons vivant en Europe. Il fait partie du sous-genre Alpinobombus.

## Répartition et habitat
On le trouve dans 3 zones distinctes :
- les Alpes et montagnes en France, en Suisse, en Allemagne, en Autriche
- en Roumanie
- dans toute la Norvège, le nord de la Suède, le nord de la Finlande et le nord de la Péninsule de Kola en Russie.

C'est une espèce vivant dans les prairies de montagnes et dans la toundra.